# Equus ferus
Equus ferus is een zoogdier uit de familie van de paardachtigen (Equidae). De wetenschappelijke naam werd gepubliceerd door Boddaert in 1785. De soortaanduiding ferus is een Latijns woord voor 'wild'.

## Leefgebied

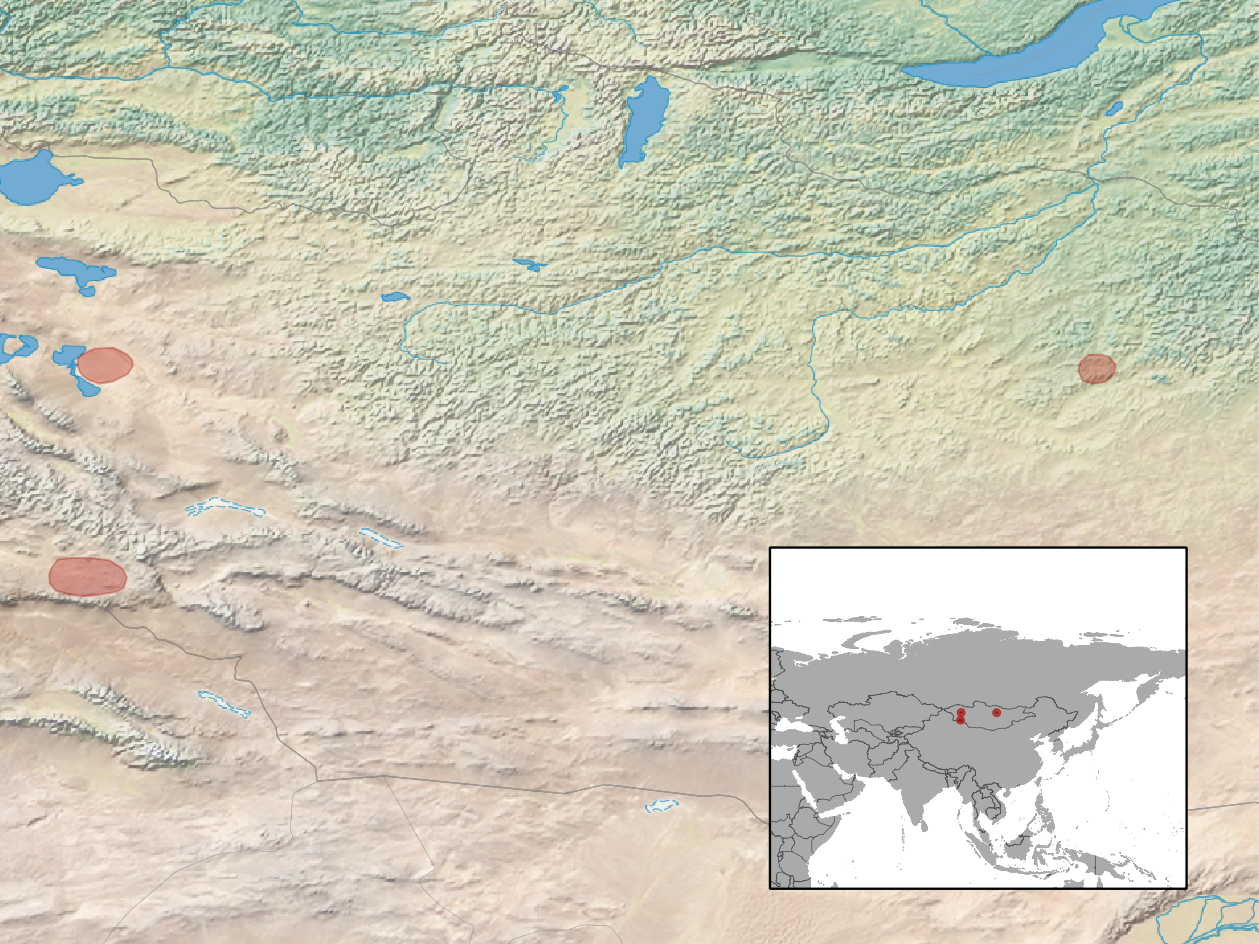
Leefgebied

De wilde soort komt onder andere voor in Wit-Rusland, China, Duitsland, Kazachstan, Litouwen, Polen, Rusland en Oekraïne.

## Ondersoorten
- Exmoorpony (Equus ferus ssp.)[2]
- Paard (Equus ferus caballus)
- Przewalskipaard (Equus ferus przewalskii)

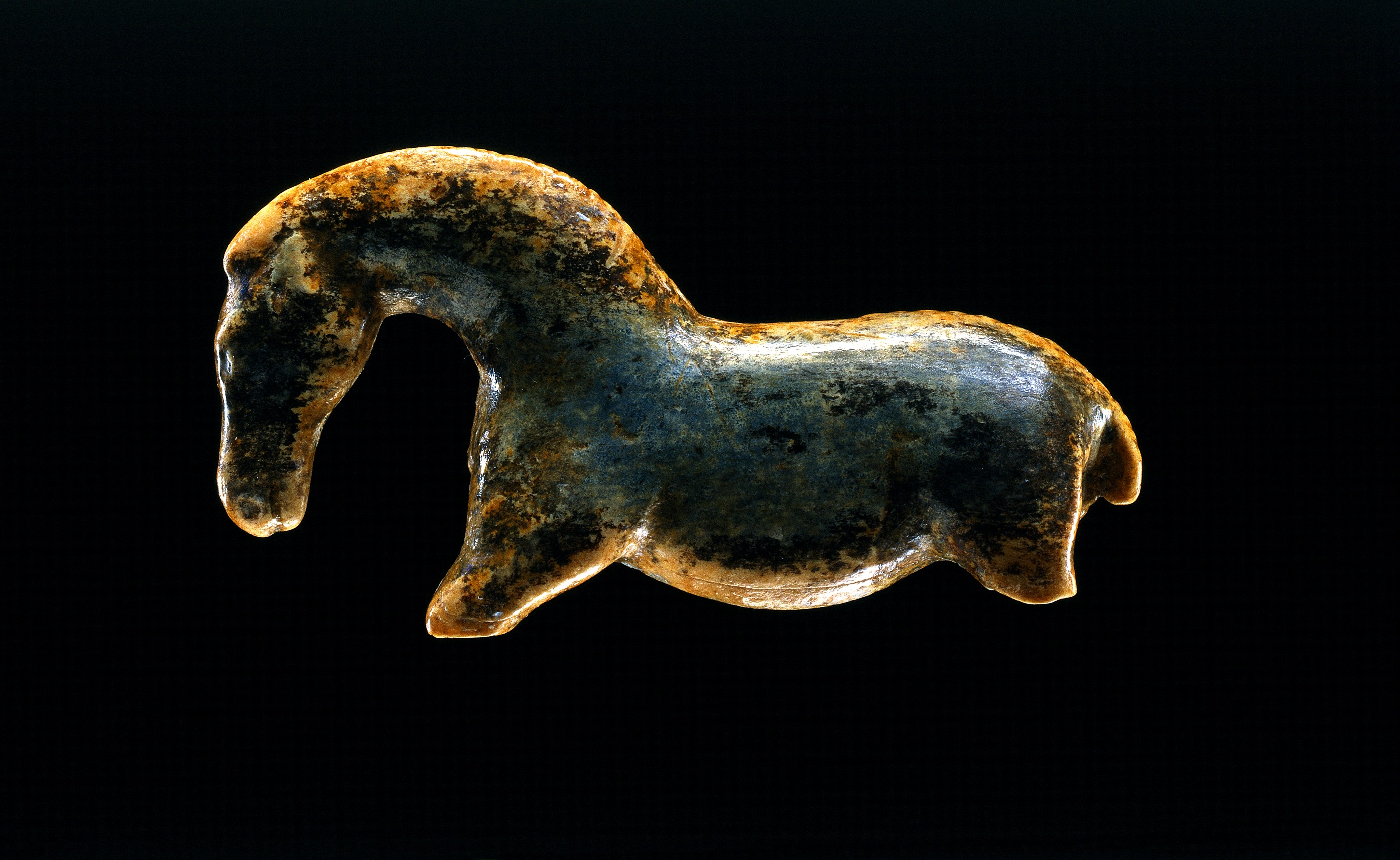
Wild paard uit mammoetivoor (paleolithisch sculptuur uit de Vogelherdhöhle, ca. 32.000 jaar oud)

- Tarpan (Equus ferus ferus) †